# 高原愛美
高原 愛美（たかはら めぐみ、1974年4月11日 - ）は、日本の元AV女優。

## 略歴
- 1993年6月20日に『初体験　高原愛美　犯されてるような感じです』でデビュー

## 人物
- 異なるプロフィールがいくつかある。
  - FANZAプロフィールでは、生年月日:1974年4月16日、T:158、B:84・W:59・H:83としている[1]。
  - 「監禁猥褻」のケース裏面のプロフィールには、生年月日:1974年4月11日、T:160、B:84・W:58・H:88としている[2]。
- 趣味： カラオケ
- 特技： 水泳

## 作品

### アダルトビデオ
1993年
- 初体験 高原愛美 犯されてるような感じです（6月20日、エイトマン）- デビュー作
- 微熱ムスメの女体改造 彼女を絶頂コントロール（7月21日、エイトマン）
- 羞恥に震える柳腰 高原愛美 私の本性さらけ出します（8月22日、エイトマン）
- 官能教育 手取り足取り教え込みます（9月17日、アリスJAPAN）
- 愛（ラブ）してますか! 乙女の腰使い（10月1日、芳友舎）
- 蒼いジレンマ（10月22日、マックス・エー）
- 抜けなくて困っちゃう!（11月24日、KUKI）
- 失神 絶頂おねだり（12月6日、VIP）
- 桃色エレジー（12月17日、アリスJAPAN）
- ライク・ア・ヴァージン ウブにイカせて 小川ちひろ・高倉みなみ・高原愛美・白石ひとみ 他（12月20日、芳友舎）

1994年
- ナメ・テ・ココ（1月19日、九鬼）
- 監禁猥褻（2月12日、KUKI）
- フラッシュパラダイス（2月18日、アリスJAPAN）
- 性豪スペルマ天国 7 新堂有望・高原愛美・美里真理 他（3月25日、ファイブスター）全5名
- 天使の快楽（4月1日、笠倉出版社）
- ナース快楽館 11 安藤有望・高原愛美・有森麗 他（4月15日、ファイブスター）全5名
- 女子校生淫乱ごっこ（5月26日、笠倉出版社）
- ザ・スーパー女子校生 高原愛美・佐々木優・藤谷しおり・安藤有里 他（6月22日、ファイブスター）
- ランジェリー大会100連発SPECIAL 3 美里真理・水沢早紀・樹マリ子・卑弥呼・新堂有望 他（12月15日、笠倉出版社）
- Gスポット宣言（?、ファイブスター）

1995年
- みんな～やってるか!（7月25日、バンダイビジュアル）＊映画「みんな～やってるか!」のビデオ版

2003年
- 女子校生20年史 Deluxe 1 高原愛美・藤谷しおり・細川百合子・新堂有望 他 全20名（12月5日、エイヴィジャパン）

2004年
- ナースSEX 20年史 デラックス 藤谷しおり・高原愛美・美里真理・一色麗矢 他（11月12日、ディースリー）

発売年不明
- AV流行女優シリーズ（コレクションコーポレーション COC-009）VHS
- 硝子の妖精（日本ビデオ販売 DP-004）VHS ＊ビデオ安売王オリジナル
- Gracias 光月夜也×高原愛美 永遠のAVアイドル 特別編集2時間版（7TH PLANNING SET-008）DVD

### 映画
- みんな～やってるか!（1995年2月11日公開、日本ヘラルド）監督:北野武 - スチューワーデス 役[3]

### ゲーム
- セクシーアイドル麻雀 野球拳の詩 安藤有里・美里真理・憂木瞳・藤谷しおり・高原愛美 他 全16名（1995年1月31日、日本物産、PCエンジンスーパーCDソフト）

## 出版

### 写真集
- 女性アイドル写真集 万華鏡 美里真理・高原愛美・水沢早記・有森麗 他（1994年8月30日、スコラ）撮影:長友健二

### 雑誌
- 魅惑のランジェリー 1993年6月号（光彩書房）
- BONNOU デラべっぴん1993年6月号（英知出版）
- URECCO 1993年8月号（ミリオン出版）
- アップル通信 1993年8月号（三和出版）
- スコラ 1993年9月9日号、1994年9月8日号（スコラ）
- 週刊プレイボーイ No.43 1993年10月19日号（集英社）
- オレンジ通信 1994年1月号（表紙）（東京三世社）
- ザ・テンメイ 1994年1月号（竹書房）
- ザ・ベストMAGAZINE 1994年1月号（KKベストセラーズ）
- ANNEX Vol.3スコラ増刊（1994年2月23日、スコラ）
- PHOTO SHOT Vol.2（1994年6月25日、英知出版）